# Рафайловское сельское поселение
Рафайловское се́льское поселе́ние — муниципальное образование в Исетском районе Тюменской области Российской Федерации.
Административный центр — село Рафайлово.

## История
Статус и границы сельского поселения установлены Законом Тюменской области от 5 ноября 2004 года № 263 «Об установлении границ муниципальных образований Тюменской области и наделении их статусом муниципального района, городского округа и сельского поселения».

## Население
| 2010  | 2011  | 2012  | 2013  | 2014  | 2015  | 2016  |
| ----- | ----- | ----- | ----- | ----- | ----- | ----- |
| 1622  | ↘1621 | ↘1601 | ↘1578 | ↘1571 | ↗1609 | ↘1582 |
| 2017  | 2018  | 2019  | 2020  | 2021  |       |       |
| ↘1580 | ↘1561 | ↘1531 | ↘1500 | ↗1644 |       |       |

## Состав сельского поселения
| № | Населённый пункт | Тип населённого пункта       | Население |
| - | ---------------- | ---------------------------- | --------- |
| 1 | Батени           | деревня                      | 125       |
| 2 | Битюки           | деревня                      | 187       |
| 3 | Рафайлово        | село, административный центр | 1226      |
| 4 | Школьный         | посёлок                      | 84        |